# Trani
Trani es un comune y ciudad italiana de la provincia de Barletta-Andria-Trani, en la región de Apulia. Ubicado junto al mar Adriático, a unos 40 kilómetros de tren al oeste-noroeste de Bari, cuenta con 60 245 habitantes y una superficie de 102 km².

## Historia
La ciudad de Turenum aparece por vez primera en la Tabula Peutingeriana, una copia del siglo XIII de un antiguo itinerario romano. El nombre, también escrito Tirenum, era el del héroe griego Diomedes. La ciudad fue más tarde ocupada por los lombardos y los bizantinos. Las primeras noticias ciertas de un asentamiento urbano en Trani, sin embargo, se remontan solo al siglo IX.
La época más floreciente de Trani fue del siglo XI, cuando se convirtió en una sede episcopal en el lugar de Canosa, destruida por los sarracenos. Su puerto, bien colocado para las Cruzadas, se desarrolló después en gran medida, convirtiéndose en el más importante del mar Adriático. En el año 1000 Trani promulgó las Ordinamenta Maris, que están consideradas actualmente el código de derecho marítimo más antiguo de la Edad Media. En aquel periodo muchas grandes familias de las principales repúblicas marítimas italianas (Amalfi, Pisa, Génova y Venecia) se establecieron en Trani. A su vez, Trani mantuvo un cónsul en Venecia desde el siglo XII. La presencia de otros consulados en muchos centros del Norte de Europa, incluso en Inglaterra, los Países Bajos, Suecia y Dinamarca, muestra la importancia comercial y política de Trani en la Edad Media.

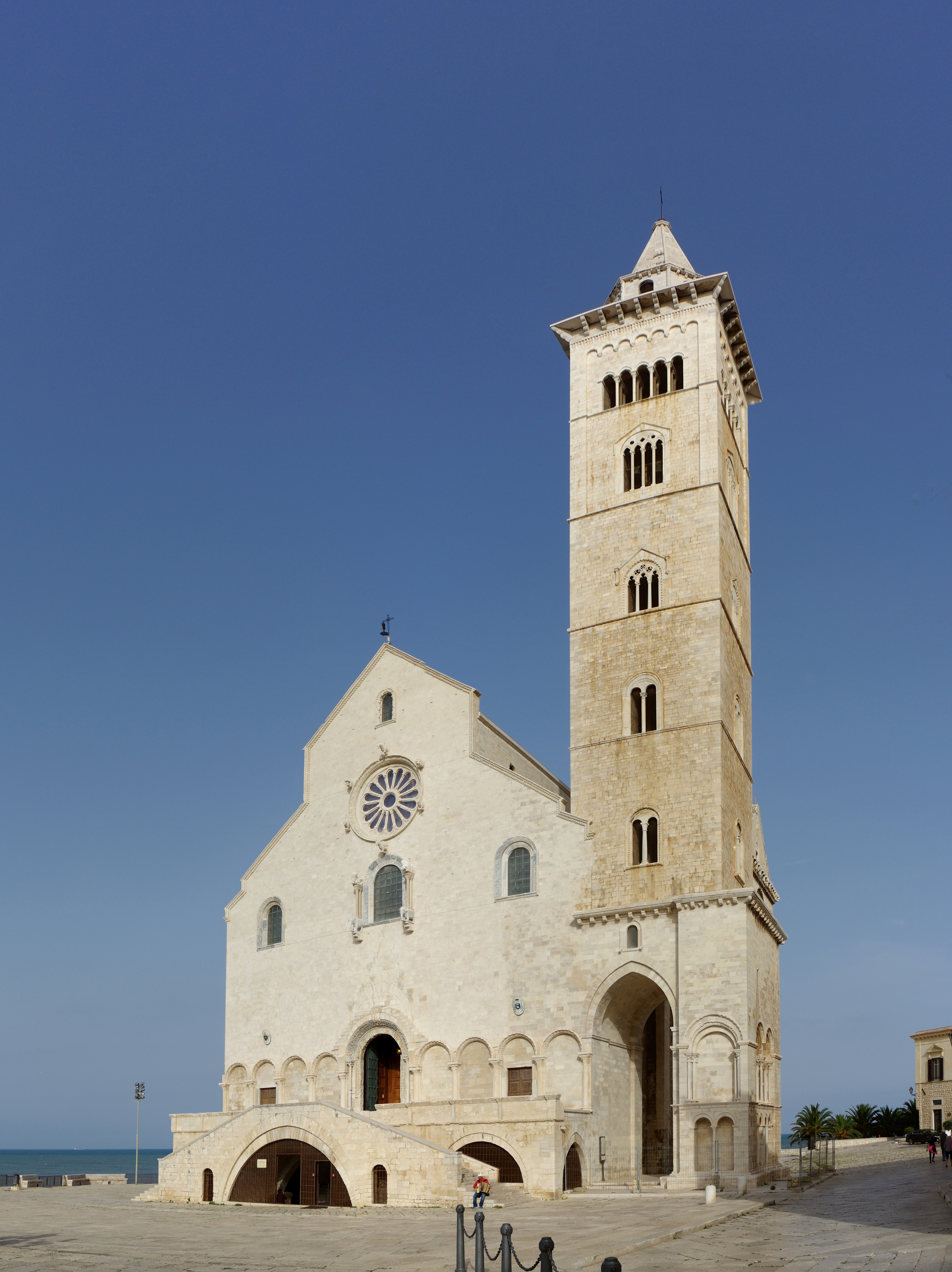
Fachada de la catedral de Trani, estilo normando,

El emperador Federico II construyó un enorme castillo en Trani. Bajo su gobierno, a principios del siglo XIII, la ciudad alcanzó su momento álgido en riqueza y prosperidad.

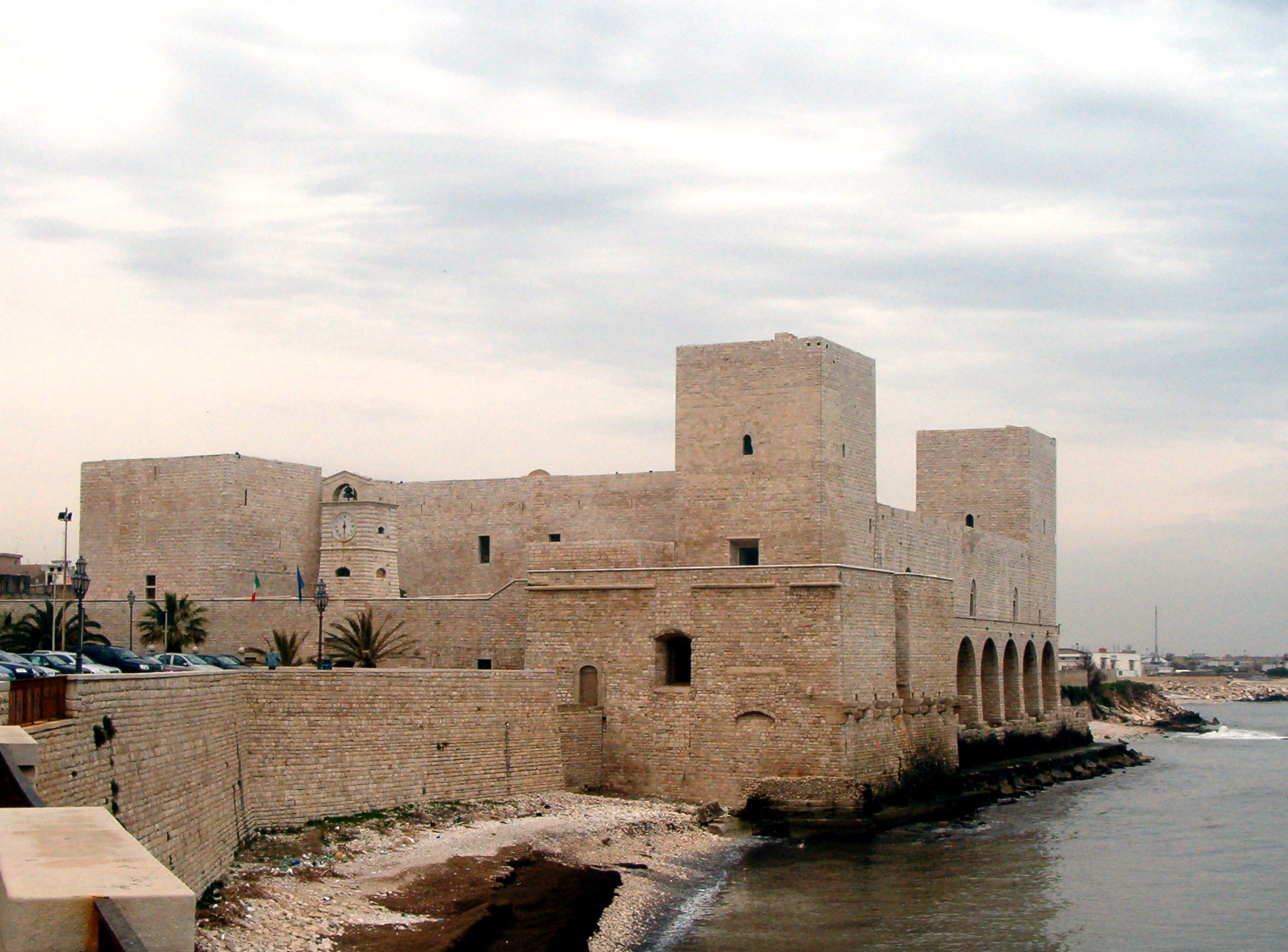
El Castillo

En el siglo XII, Trani ya albergaba la mayor comunidad judía del sur de Italia, y fue el lugar de nacimiento de algunos de los más grandes rabinos medievales de Italia: rabino Isaías ben Mali de Trani  (h. 1180-1250), un prolífico y prominente comentador y autoridad halajica. El gran talmudista rabino Moisés ben Joseph de Trani (1505-1585) nació en Tesalónica, tres años después su familia huyó desde allí a Trani debido a la persecución antisemita.
Formaba parte del Reino de Nápoles. Fue ocupada dos veces por la República de Venecia: en 1496-1509 y en 1526-1529, cuando pasó definitivamente a control español mediante el Tratado de Barcelona.
Trani entró en crisis durante las épocas angevina y aragonesa (siglos XIV y XV), pues se persiguió a su comunidad judía. Bajo la dinastía Borbón, iniciada por Carlos sin embargo, Trani recuperó un cierto esplendor, gracias a la mejoría de la economía del Sur de Italia y la construcción de varios magníficos edificios. Trani fue capital de provincia hasta la época napoleónica, cuando Joaquín Murat le privó de su estatus en favor de Bari. En 1799, las tropas francesas masacraron a la población de Trani, pues no se había adherido a la República Napolitana.

## Demografía
| Gráfica de evolución demográfica de Trani entre 1861 y 2001 |
|                                                             |
| Fuente ISTAT - elaboración gráfica de Wikipedia             |